# Spodarka

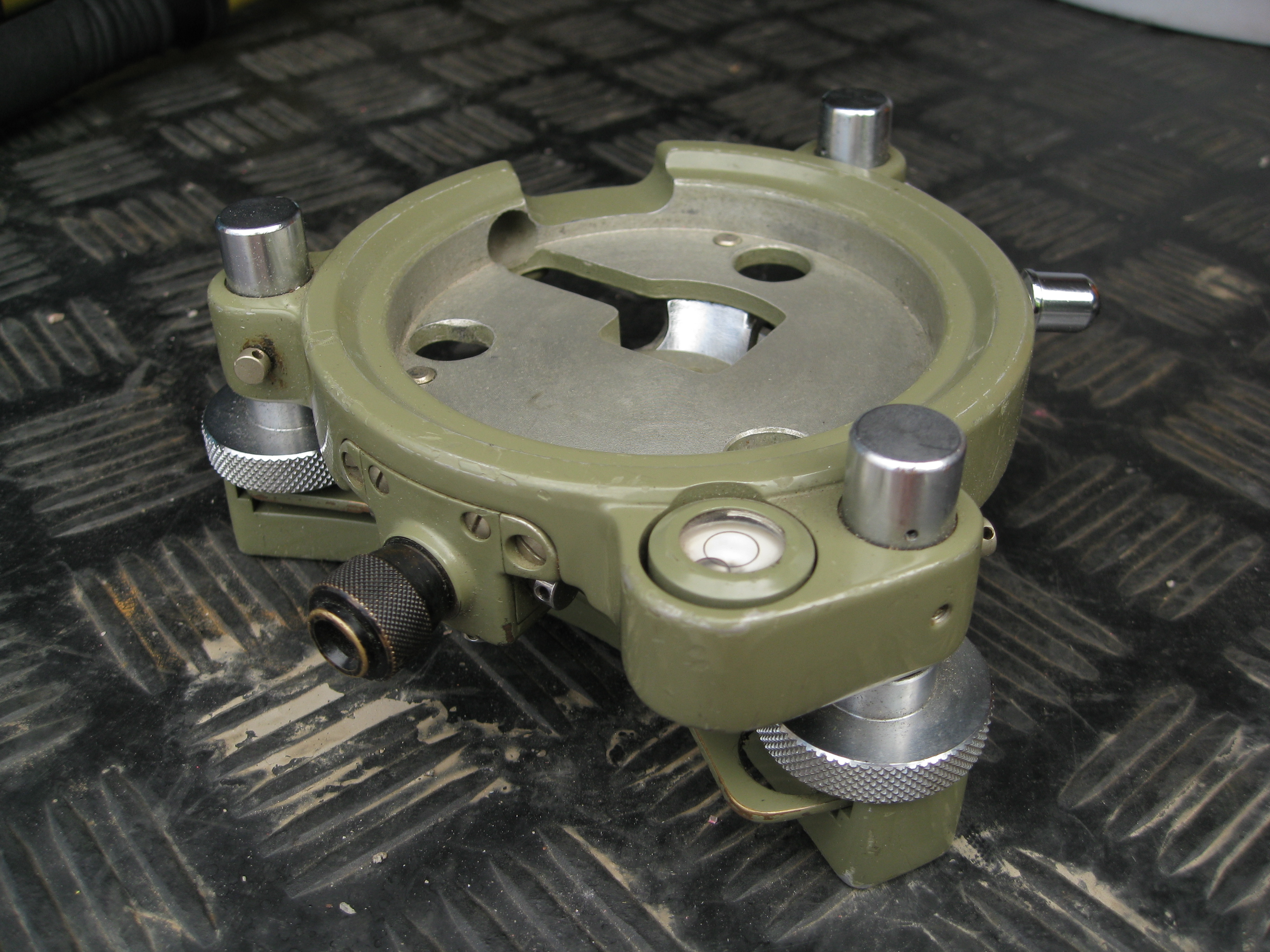
Spodarka

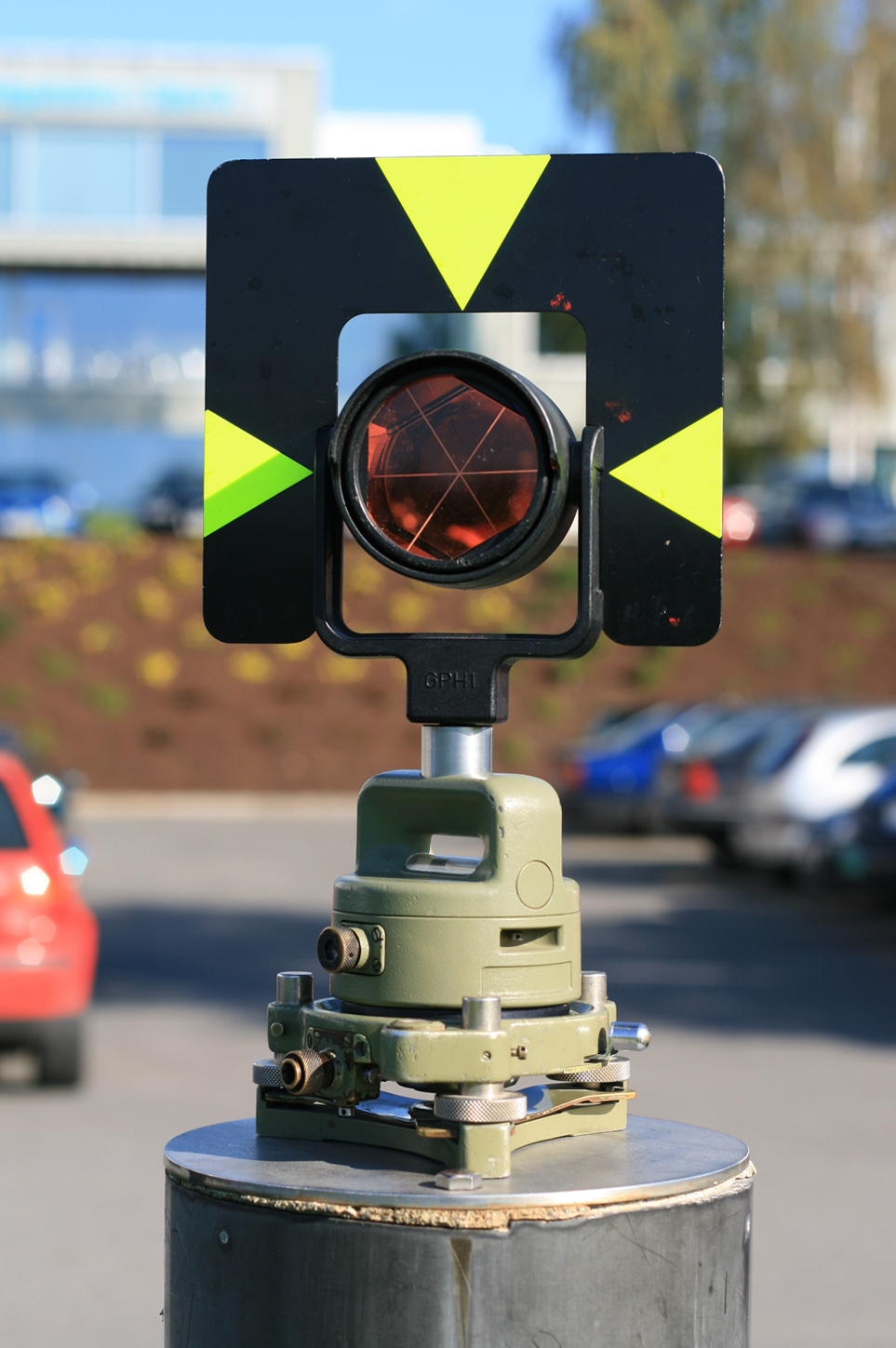
Lustro zamontowane na spodarce

Spodarka – dolna część instrumentu geodezyjnego, umożliwia stabilne zamocowanie instrumentu geodezyjnego do statywu geodezyjnego oraz poziomowanie i centrowanie instrumentu geodezyjnego.
Wyposażona jest w trzy gniazda, w których zamocowane są śruby ustawcze, służące do poziomowania instrumentu (w niektórych niwelatorach śruby te zastąpione są dwoma obracanymi pierścieniami klinowymi). W jej górnej części znajduje się tuleja z elementem walcowym teodolitu, który blokowany jest śrubą zaciskową. Do dolnej części spodarki przymocowana jest podstawka z jej płytką, zawierającą otwór gwintowany. Służy on do połączenia zespołu spodarki wraz z jej podstawką do głowicy statywu. Najczęściej spodarka połączona jest na stałe z alidadą instrumentu geodezyjnego.
Rozróżnia się dwa typy spodarek różniące się sposobem mocowania instrumentu geodezyjnego: spodarki typu WILD z zatrzaskowym systemem mocującym, oraz spodarki typu ZEISS z otworem o średnicy 34 mm (nazywane czasem spodarkami DIN).
Gwint w spodarce służący do mocowania spodarki na statywie geodezyjnym, jest określony standardem międzynarodowym i ma rozmiar 5/8". Można się spotkać jednak ze spodarkami, które mają gwint metryczny w rozmiarze M16. Gwint metryczny występuje w starszych instrumentach produkcji ZEISS i PZO.